# Sint-Sofiakathedraal (Kiev)
De Sint-Sofiakathedraal in Kiev (Oekraïens: Собор Святої Софії, Sobor Sviatoyi Sofiyi of Софійський собор, Sofiys’kyi sobor; Russisch: Собор Святой Софии, Sobor Svyatoi Sofii of Софийский собор, Sofiyskiy sobor) is een van de meest bekende Oekraïense monumenten op de Werelderfgoedlijst. Sinds 2023 staat de kathedraal op de lijst van bedreigd werelderfgoed.
De naam van de kerk komt van de Hagia Sophia in Constantinopel. Zij werd opgetrokken in 1037 door Jaroslav de Wijze om God te danken dat Kiev werd gespaard tijdens de invasie van 1024 van de Petsjenegen en was de begraafplaats van de heersers van het Kievse Rijk. De sarcofaag van Jaroslav de Wijze is te vinden in de noordelijke kapel.
Na de plundering door de Mongolen in 1240 bleef de kerk in verval tot zij in 1633 werd ingenomen door de metropoliet van Kiev. Ter herinnering aan Jaroslav werd in de 17e eeuw de blauwe klokkentoren opgericht. Deze klokkentoren is gebouwd in de architectuurstijl van de Oekraïense barok
Onder het antireligieuze beleid (bolsjewisme) van de Sovjet-Unie wilde men de kathedraal laten afbreken, maar na protest van historici werd zij geconfisqueerd en omgevormd in een museum voor architectuur en geschiedenis.
Sinds de jaren 80 wilde de overheid de kerk teruggeven aan de Russisch-orthodoxe Kerk, maar verschillende fracties bewisten elkaar het gebouw, en ook de Oekraïense Grieks-Katholieke gemeenschap is vragende partij. Daardoor blijft het een museum, dat soms ter beschikking gesteld wordt voor religieuze plechtigheden.

## Galerij

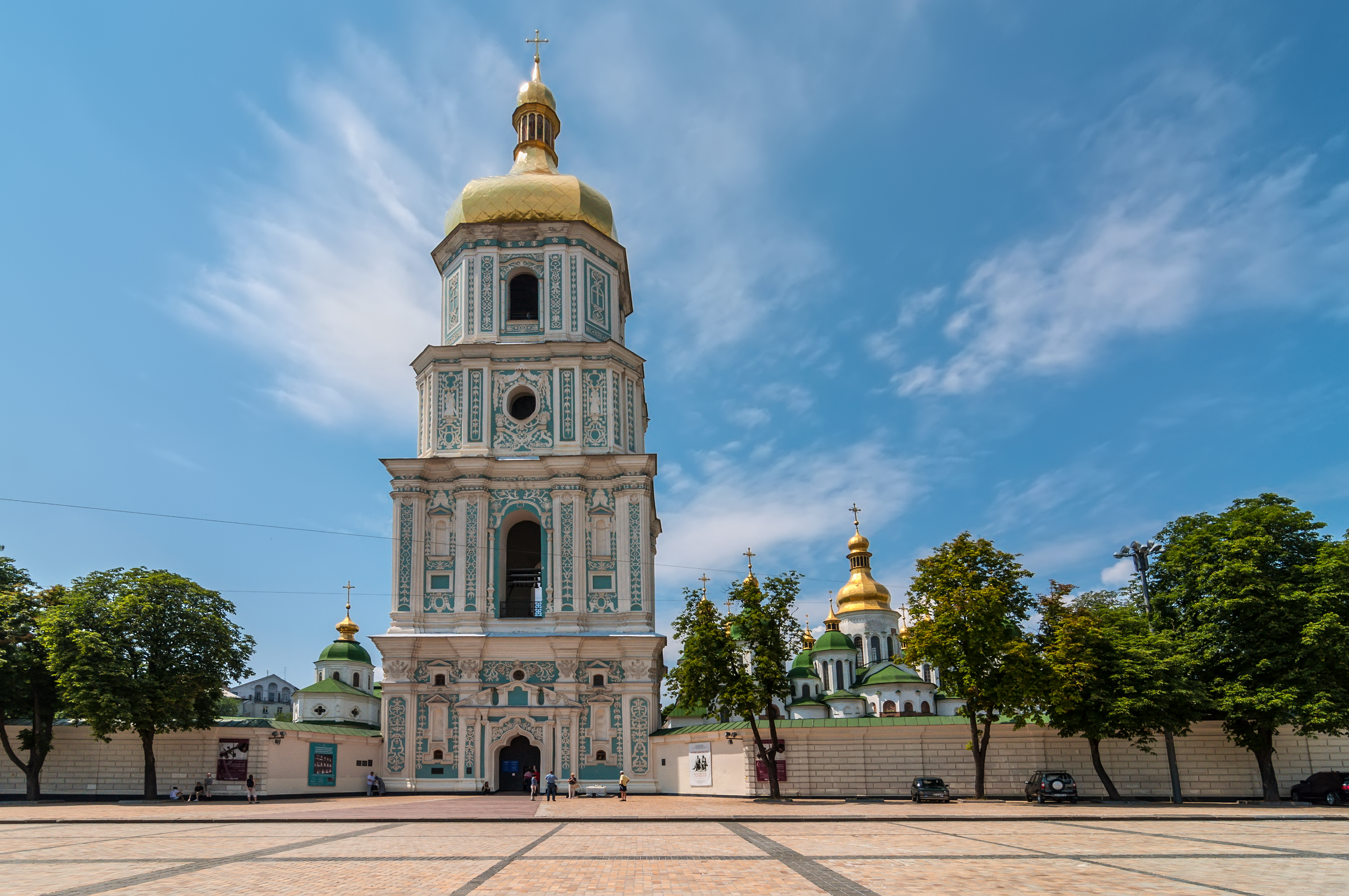
Klokkentoren, 17e eeuw
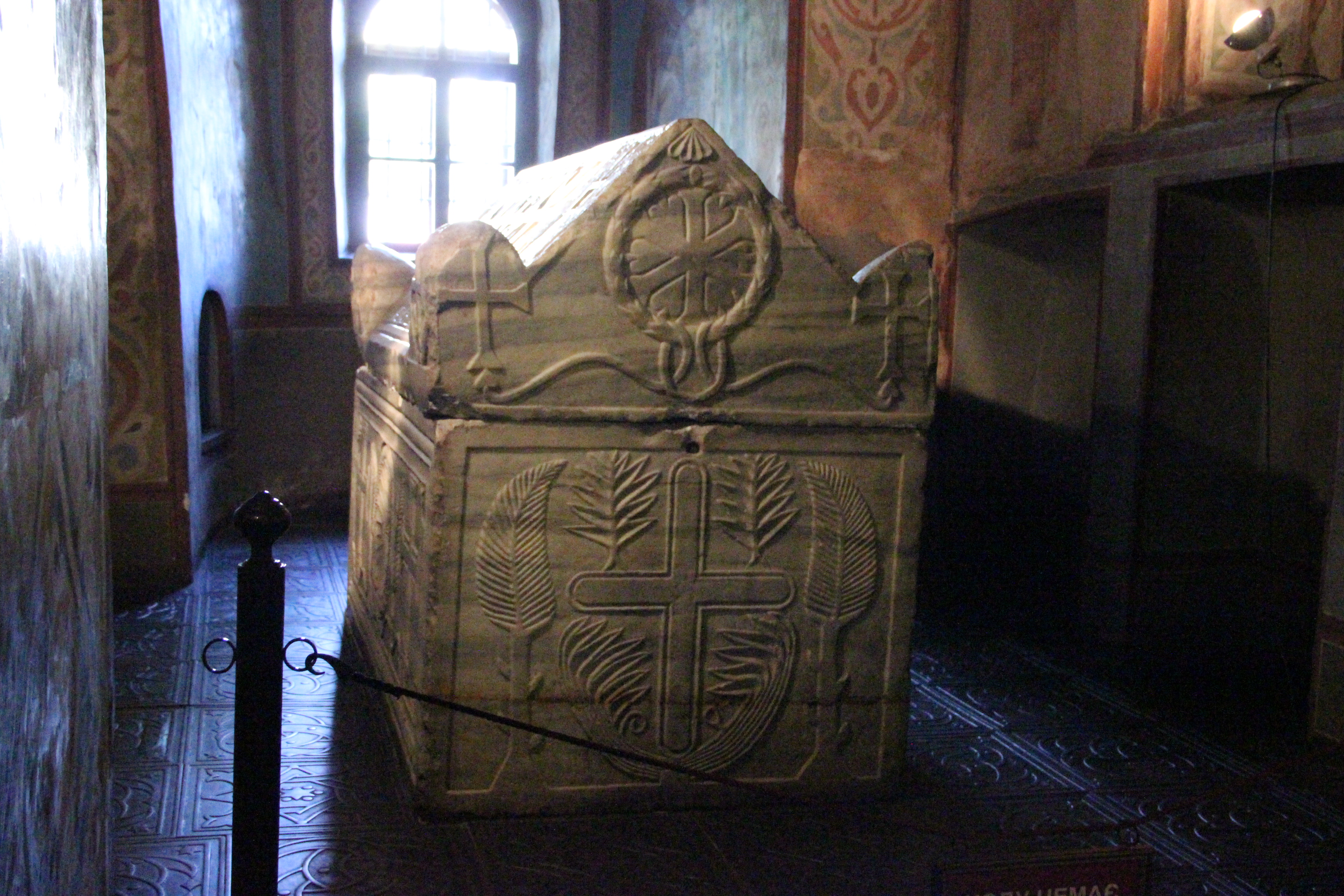
Sarcofaag van Jaroslav de Wijze